# Коста, Альдо
А́льдо Ко́ста (итал. Aldo Costa; род. 5 июня 1961, Парма) — итальянский инженер и дизайнер.
После окончания школы продолжил обучение в Болонском университете, в области машиностроения. Окончил университет в 1987 году. Тогда же начал работать главным инженером-дизайнером раллийных автомобилей в компании «Abarth».
В 1988 году перебрался в «Формулу 1», в команду «Minardi». До 1989 года занимал должность главного инженера-дизайнера. После ухода Джакомо Калири стал техническим директором.
В 1995 году перешёл в «Ferrari». Изначально Альдо занимался созданием прототипов GT для серии Le Mans из «Ferrari F50». В 1996 году стал руководителем отдела планирования «Ferrari». C 1998 года также был правой рукой Рори Бирна, и участвовал в создании гоночных болидов «Формулы 1». С 2005 года, после ухода с поста Рори Бирна, стал главным конструктором. В 2008 году занял пост технического директора, а на его место вернулся в команду Николас Томбасис. До мая 2011 года являлся техническим директором команды «Ferrari» в «Формуле 1». Уволен с данного поста после неудачных выступлений команды в начале сезона. Ему был предложен пост в отделении дорожных машин, однако 50-летний специалист в сложившейся ситуации решил не продолжать отношения с компанией из Маранелло. В июле 2011 года Альдо Коста принял решение покинуть компанию «Ferrari» и в сентябре присоединился к «Mercedes». В сентябре 2014 года контракт был продлён. Сроки соглашения не называются, однако, по некоторым данным, договор продлили на пять лет.